# Rodney McCray
Rodney Earl McCray (ur. 29 sierpnia 1961 w Mount Vernon) – amerykański koszykarz, skrzydłowy, mistrz NBA, zaliczany do składów najlepszych obrońców NBA.
Został wybrany w drafcie 1983 roku z numerem 3 przez zespół Houston Rockets. W tym samym drafcie został też wybrany jego starszy brat - Scooter McCray, który trafił do Seattle SuperSonics, wybrany z numerem 36. Kilka lat wcześniej, jeszcze podczas występów na University of Louisville, obaj bracia zdobyli  - mistrzostwo NCAA (1980).
9 listopada 1988 roku wyrównał niechlubny rekord NBA, oddając 15 niecelnych rzutów z gry, bez ani jednego trafienia w całym meczu.
Jest jednym z ponad 40 zawodników w historii, którzy zdobyli zarówno mistrzostwo NCAA, jak i NBA w trakcie swojej kariery sportowej.

## Osiągnięcia
NCAA
- Mistrz NCAA (1980)[3]
- Zawodnik Roku Konferencji Metro (1983)[6]
- MVP turnieju konferencji Metro (1981, 1983)
- Zaliczony do I składu:
  - turnieju NCAA (1980)[7]
  - konferencji Metro (1983)

NBA
- Mistrz NBA (1993)[8]
- Wicemistrz NBA (1986)[8]
- Wybrany do:
  - I składu defensywnego NBA (1988)[1]
  - II składu defensywnego NBA (1987)[1]
- Lider NBA w średniej minut spędzanych na parkiecie (1990)[9]

Reprezentacja
- Członek kadry olimpijskiej na igrzyska w Moskwie (1980), które zostały zbojkotowane przez USA. Zespół wziął wtedy udział w trasie pokazowej "Gold Medal Series", występując przeciw składom NBA All-Star oraz drużynie olimpijskiej z 1976 roku[10]